# Rue Morère
Pour les articles homonymes, voir Morère.
La rue Morère est une voie du 14e arrondissement de Paris, en France.

## Situation et accès

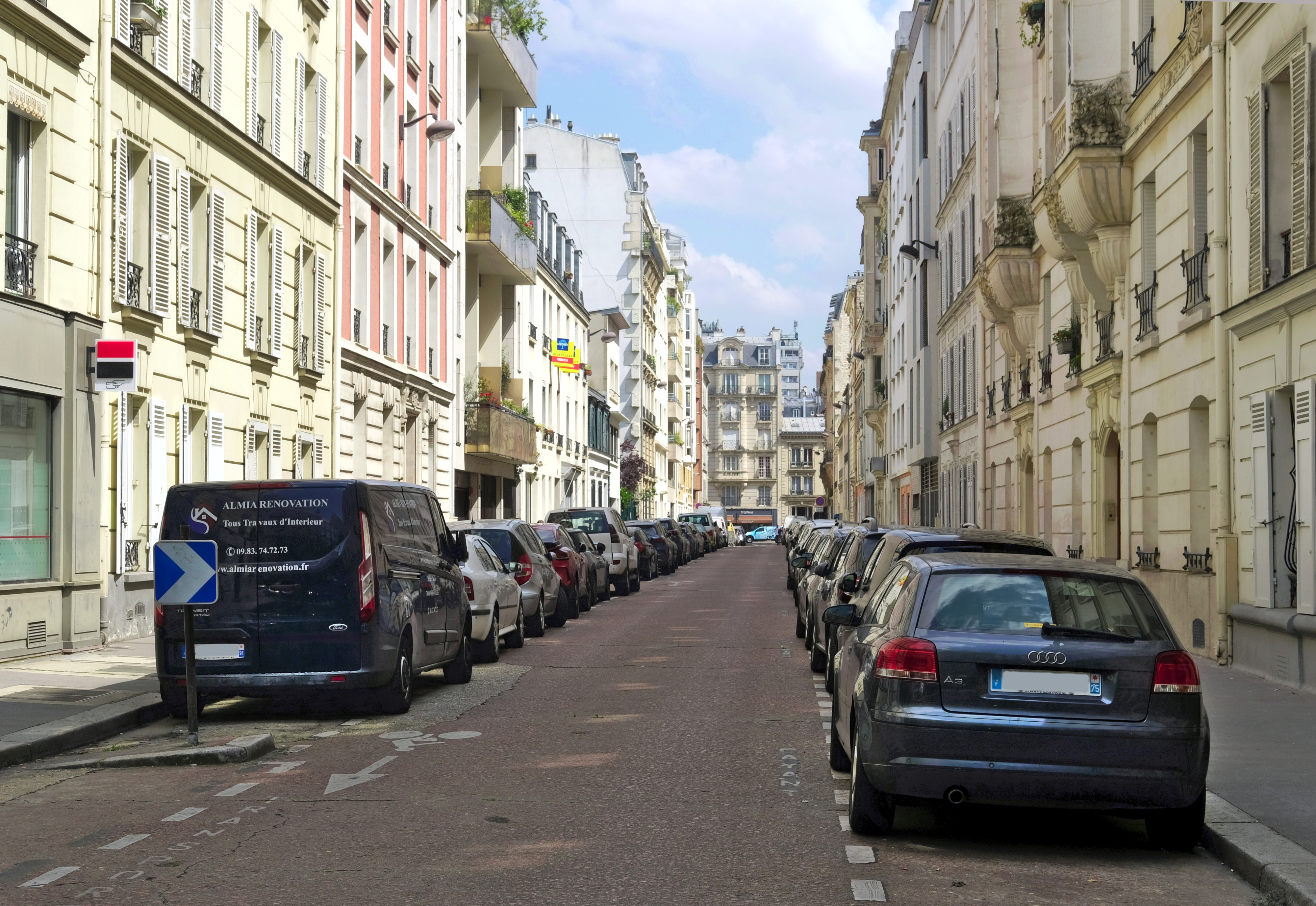
Autre vue de la rue.

La rue Morère est une voie publique située dans le 14e arrondissement de Paris. Elle débute au 40, rue Friant et se termine au 45, avenue Jean-Moulin.
Le quartier est desservi par la ligne de métro 4 à la station Porte d’Orléans.

## Origine du nom
La rue Morère porte le nom du propriétaire du terrain sur lequel elle a été ouverte.

## Historique
La voie a été créée au Petit-Montrouge, territoire de la commune de Montrouge. En 1860, elle est intégrée à Paris lors de l'extension de Paris en 1860.
La rue est doublée en sous-sol d'une galerie d'inspection des carrières souterraines portant le même nom.

## Bâtiments remarquables et lieux de mémoire
- No 5 : Maison des Petites Sœurs de l'Assomption, paroisse Saint-Pierre de Montrouge, dite « maison de Montrouge[2],[3] » pour la distinguer de la maison-mère (57, rue Violet), dite « maison de Grenelle ». Avant de se fixer durablement rue Morère, la communauté des Petites Sœurs venue prodiguer des soins à domicile aux ouvriers et aux pauvres du quartier du Petit-Montrouge avait déménagée deux fois, pour cause d'agrandissement. Les sœurs avaient précédemment occupé un logement de la rue de Coulmiers toute proche ; plus anciennement, des bienfaiteurs leur avaient offert, en 1901, une partie de leur maison située dans la rue Pierre-Larousse, dans le quartier de Plaisance[4]. .

Leur chapelle est accessible à partir du boulevard Brune (no 171).
- No 23 et 23 bis : immeuble de 1899 signé par Maurice Bergougnioux[5].

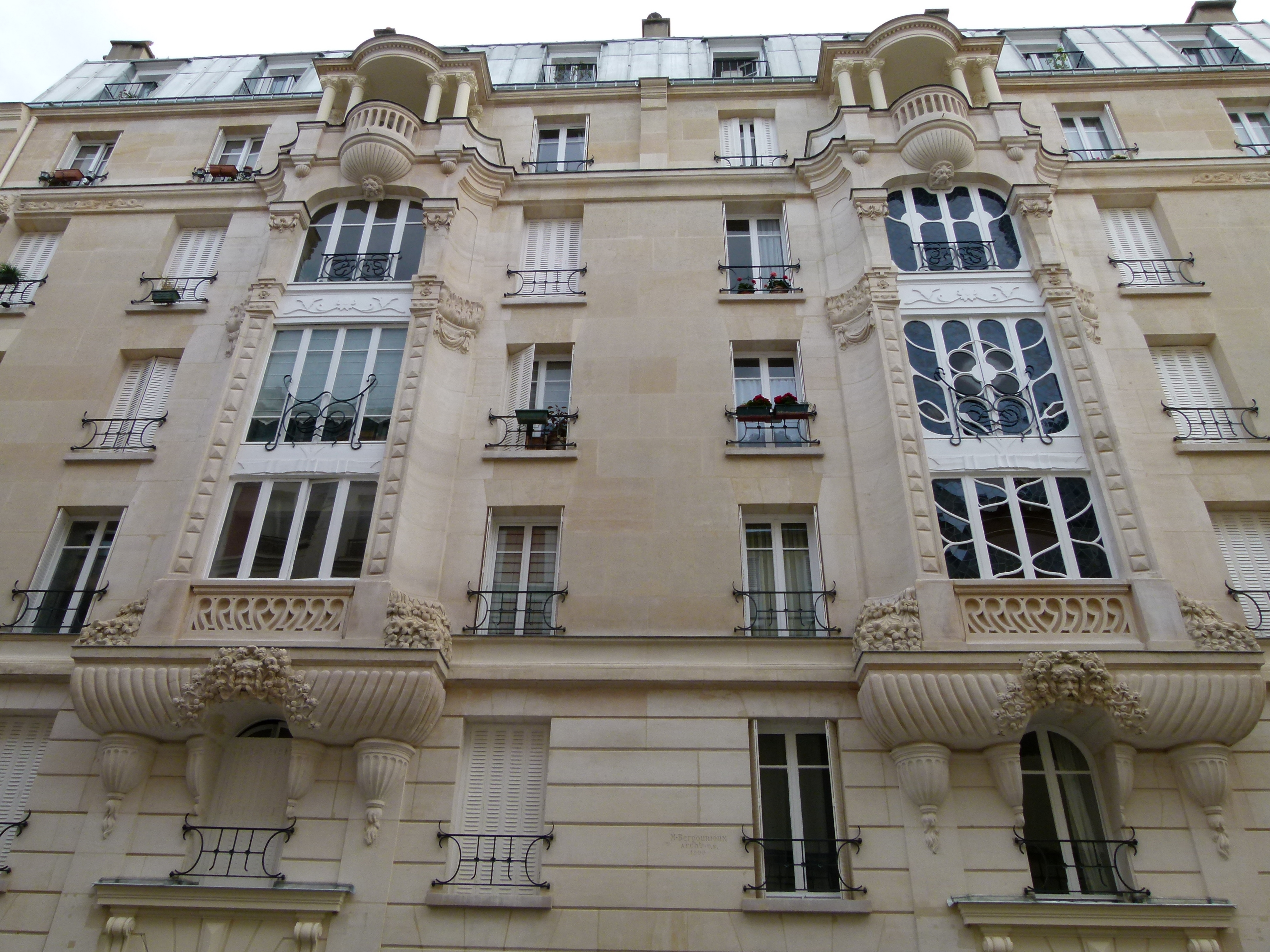
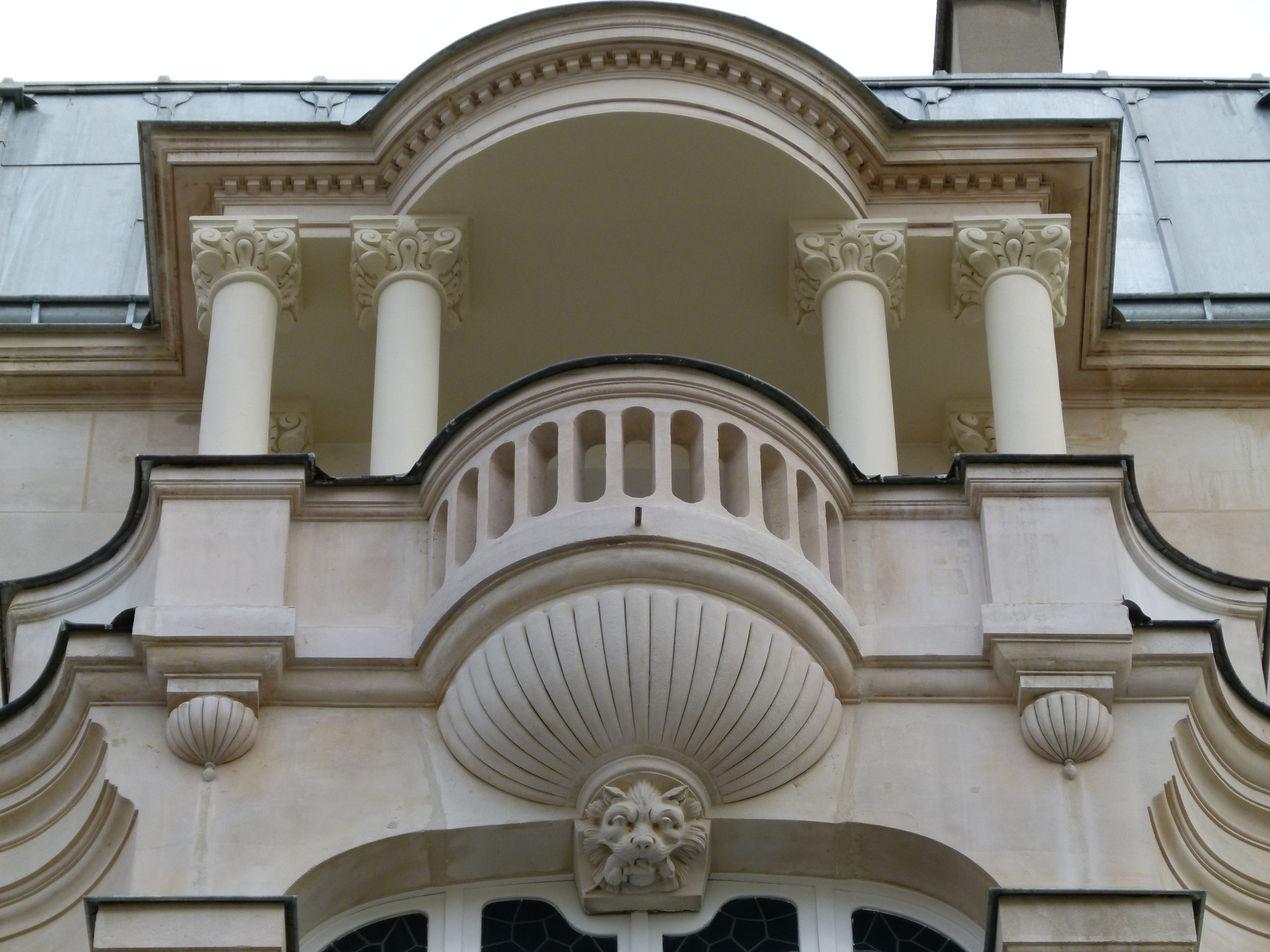
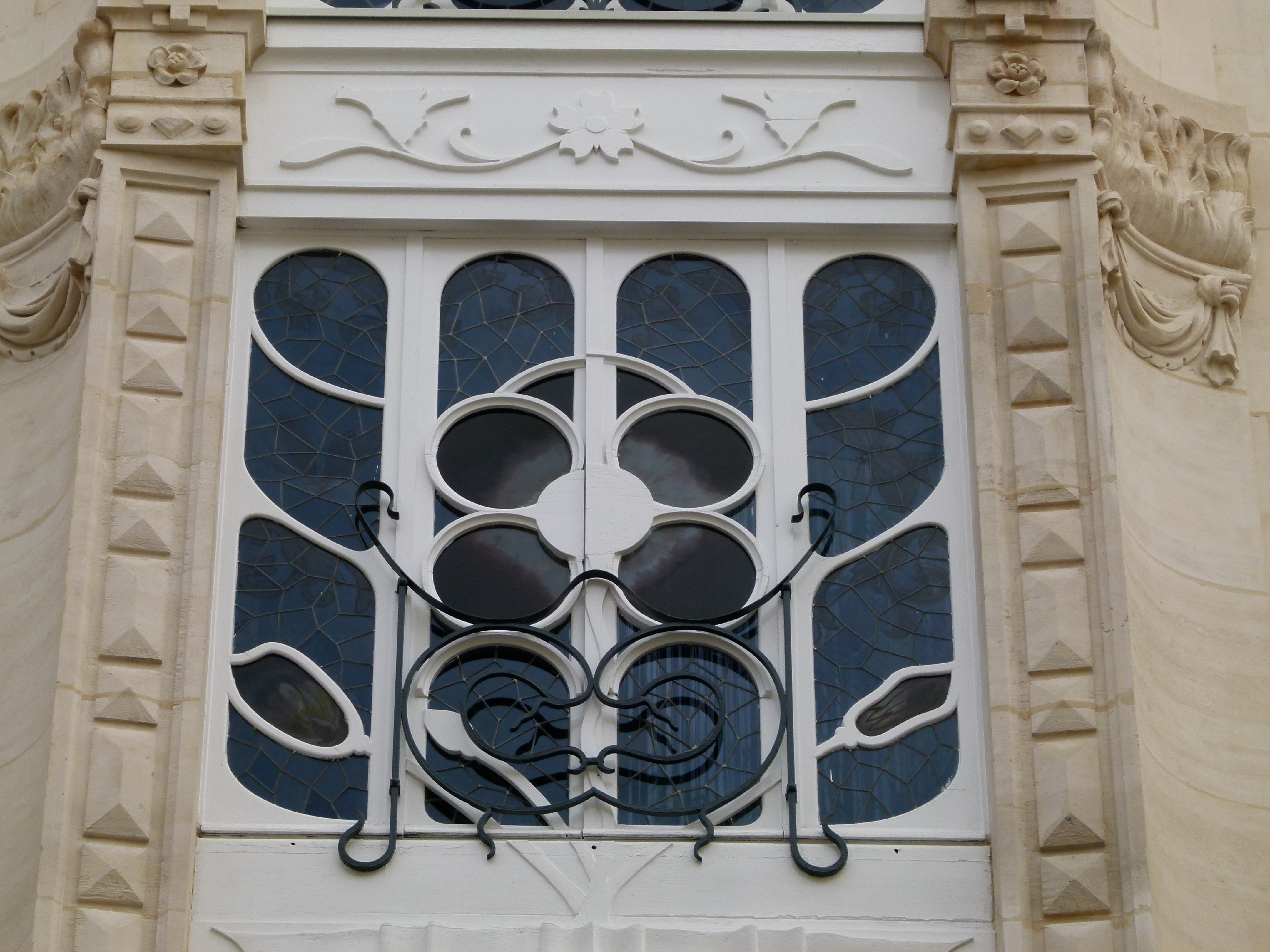
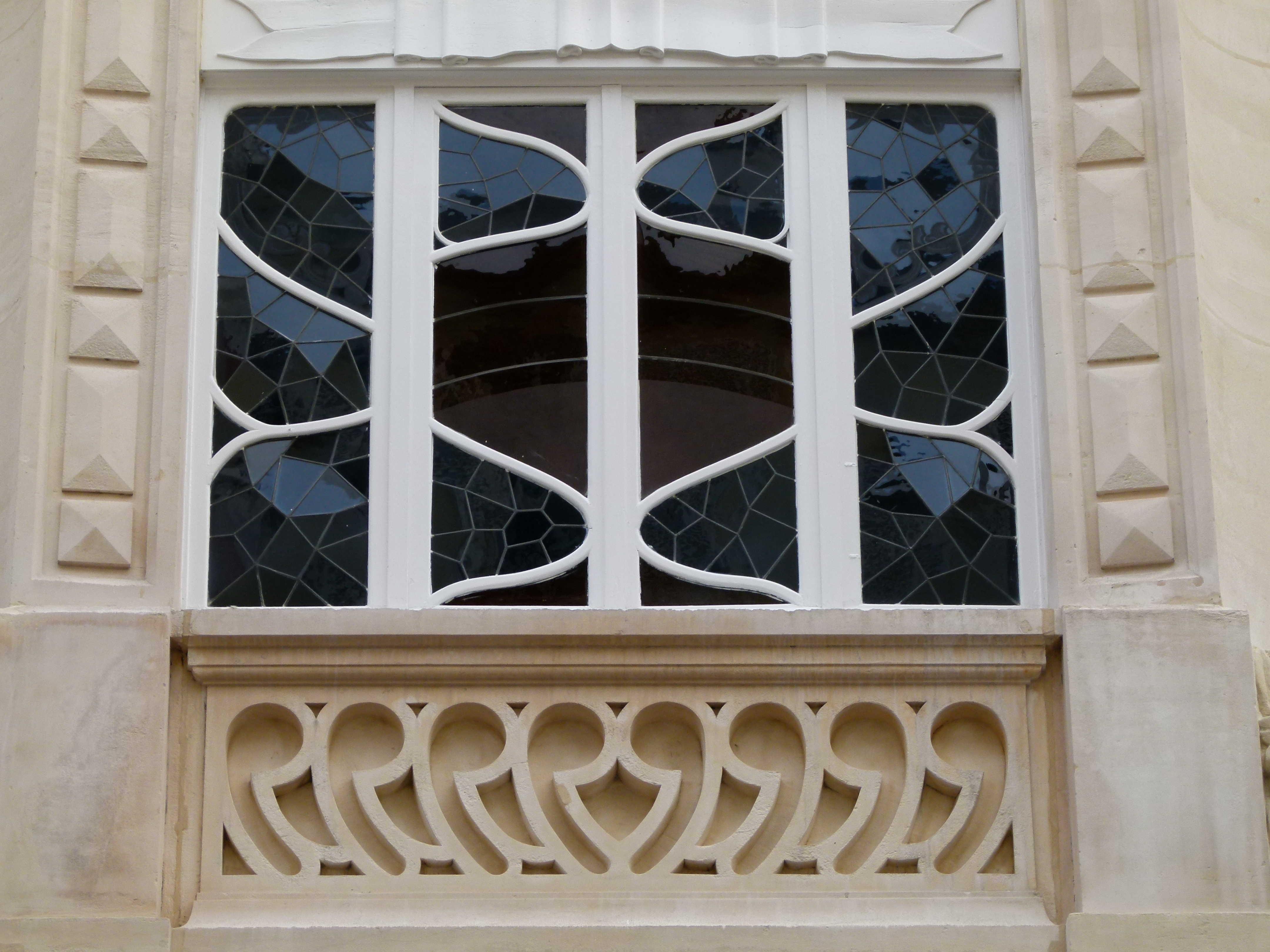
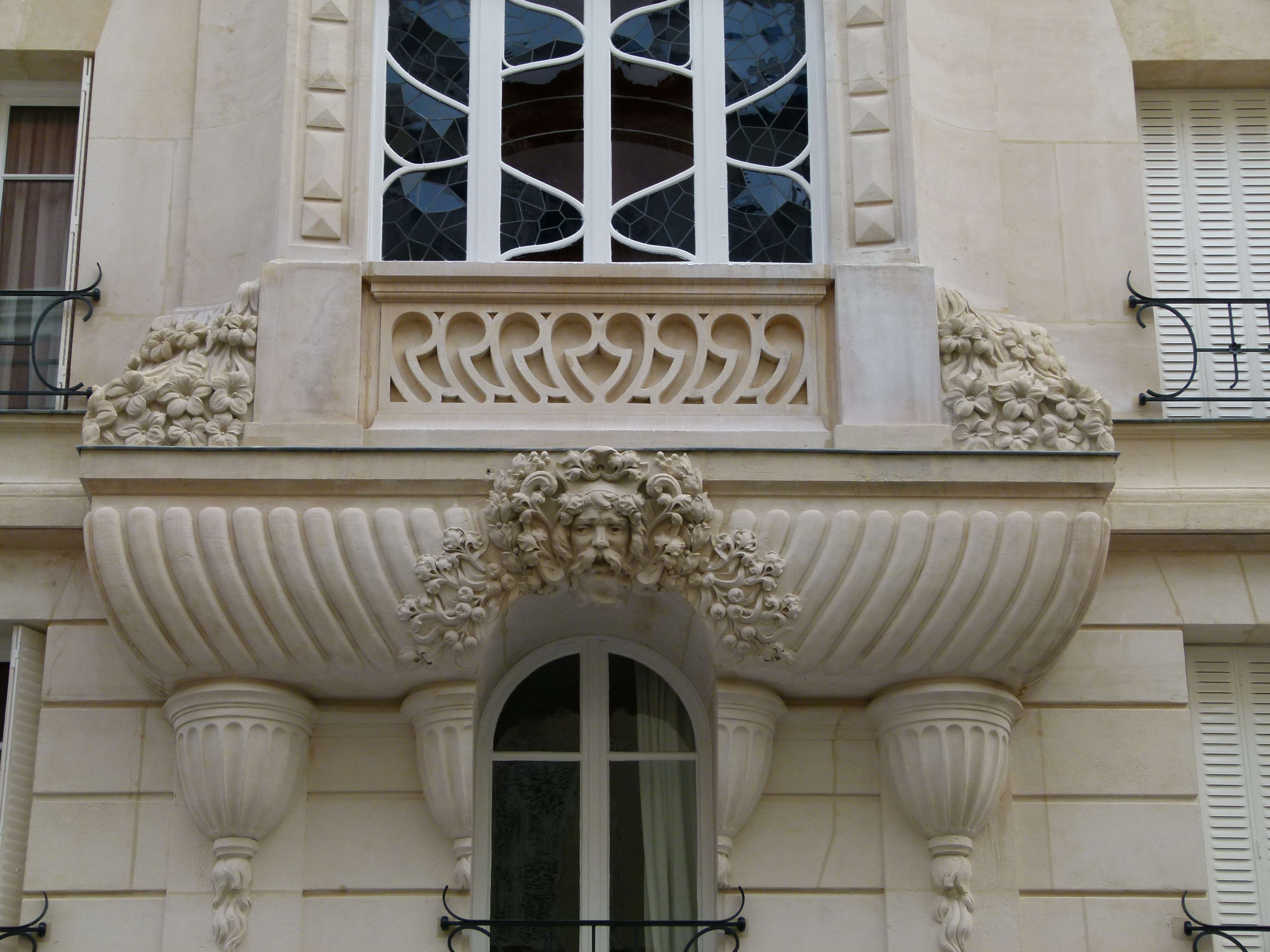
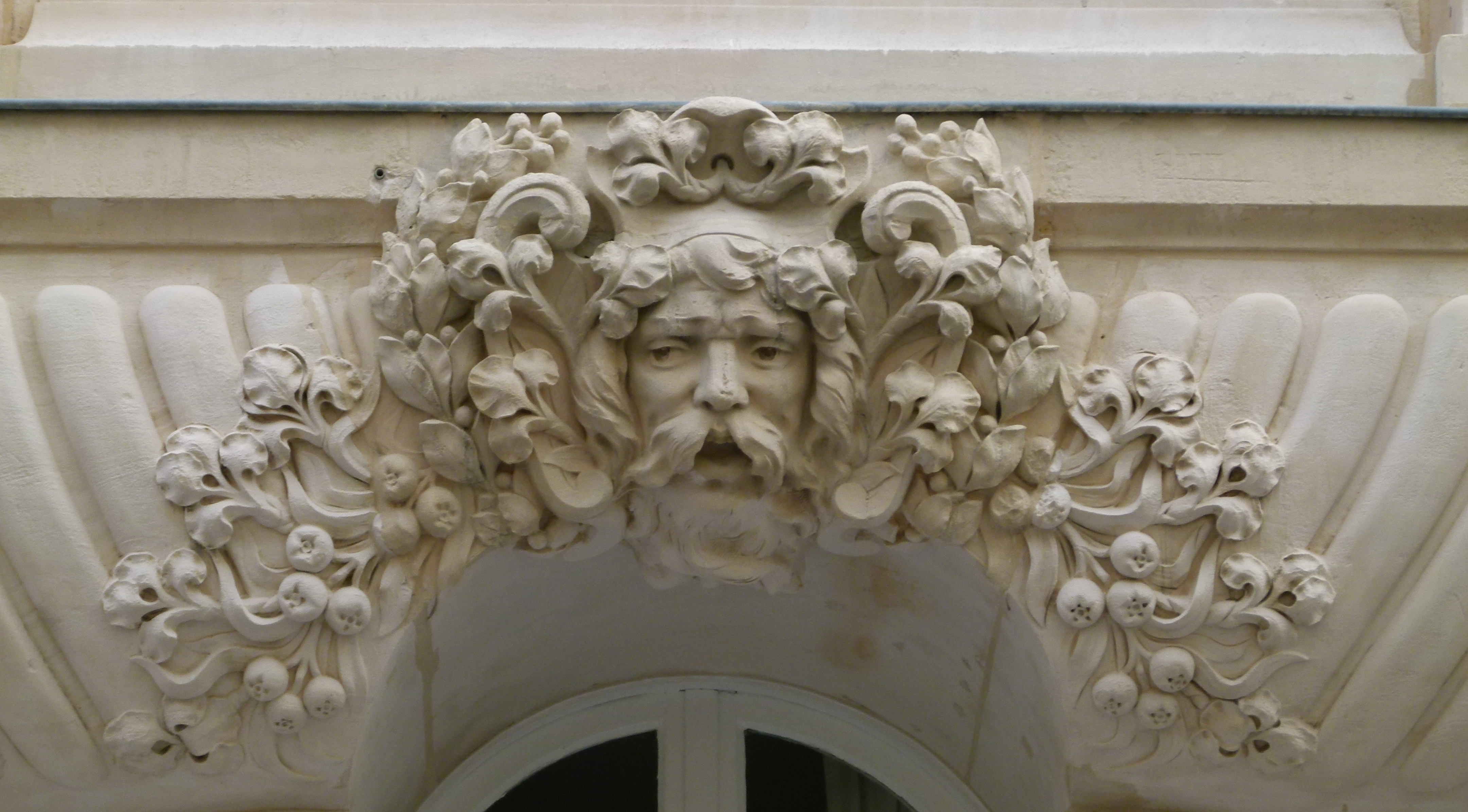
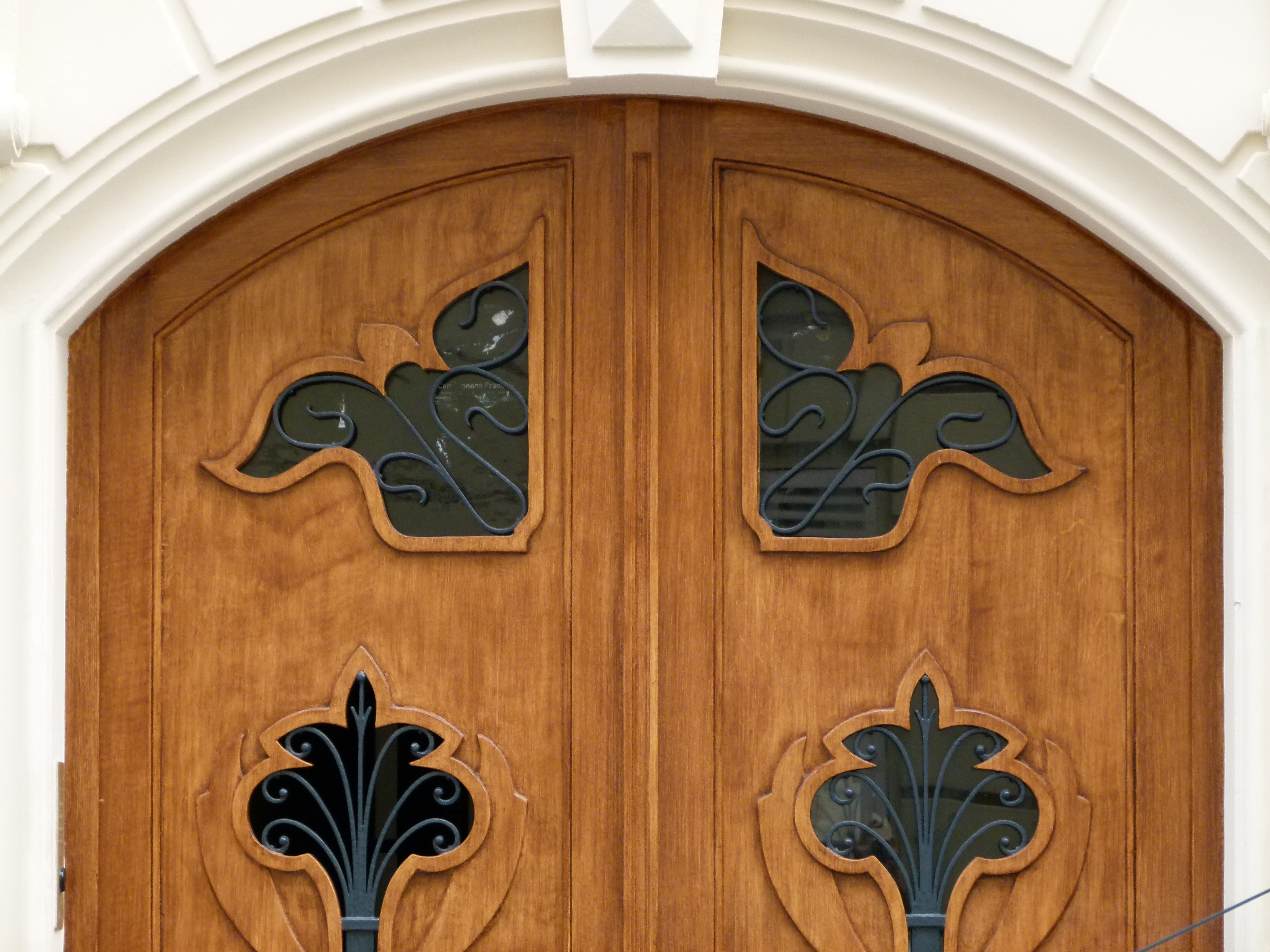